# Contea di Lane (Kansas)
La contea di Lane in inglese Lane County è una contea dello Stato del Kansas, negli Stati Uniti. La popolazione al censimento del 2000 era di 2 155 abitanti. Il capoluogo di contea è Dighton